# 張彤禾
張彤禾（英語：Leslie T. Chang）以中國為題材的美籍華人作家，出生於美國紐約，物理学家张立纲之女。曾任《華爾街日報》駐華記者，著有《工廠女孩──在變遷的中國，從農村走向城市》（Factory Girls: From Village to City in a Changing China）。

## 個人
1991年自哈佛大學畢業，曾任《華爾街日報》駐華記者。她的丈夫彼得·海斯勒亦是作家，著有“中國三部曲”：《消失中的江城》、《甲骨文》和《尋路中國》。夫妻兩人育有一對雙胞胎女兒，後移居埃及開羅生活了五年。他們現在居住在美国科羅拉多州。

## 《工廠女孩》
在回應中國工廠的職業安全與健康的負面新聞中，張彤禾決定從工人的角度探討主題。2004年，她前往中國的東莞，記錄兩名來自貧困農家的年輕工廠生產線的女工呂清敏（Lu Qingmin）和伍春明（Wu Chunming）。張彤禾花了兩年時間追蹤她們的生活，本書是對民工與其工作單調、勞苦以及與世隔絕生活的描繪。書中也包括張自己的家人在中國內和移往美國的移民史。
《工廠女孩》一書被紐約時報選為2008年百大值得注意的書籍之一，並還獲得了2009年美國筆會研究非小說文學獎與亞裔美國文學獎的非小說類文學獎。
據張自己的網站，《工廠女孩》一書即將翻譯成法語、意大利語、西班牙語、荷蘭語、芬蘭語、葡萄牙語、中文、日文、泰文和阿拉伯文。